# Марина Семьонова
Марина Тимофеевна Семьонова (на руски: Марина Тимофеевна Семёнова) е руска балерина. Професор (1997).
Родена е на 12 юни (30 май стар стил) 1908 година в Санкт Петербург. Тя е първата известна балерина, обучена от Агрипина Ваганова. През 1925 година дебютира триумфално в музикалния Мариински театър в Ленинград.
От 1930 година работи в Болшой театър в Москва. През 1952 година спира да танцува, но до 2004 година работи като преподавател и хореограф в Болшой театър. Марина Семьонова умира на 9 юни 2010 година в Москва.
1. ↑  «Золотая маска» наградила Марину Семенову //   Посетен на 29 януари 2024 г.